# Commercial Lunar Payload Services

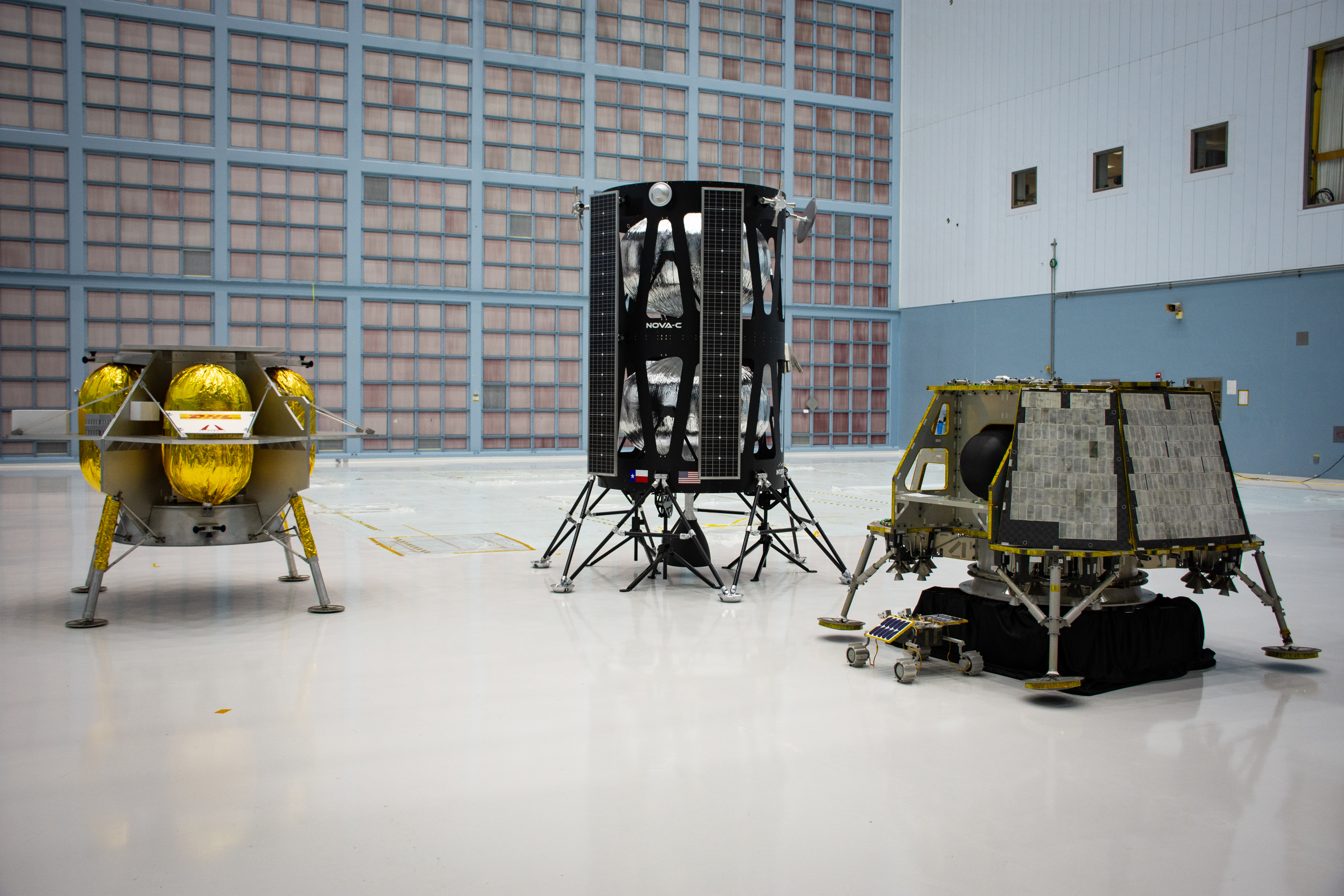
Modelle der Lander der ersten drei vergebenen Verträge. Von links: Peregrine von Astrobotic Technology, Nova-C von Intuitive Machines und Z-01 von OrbitBeyond.

Commercial Lunar Payload Services (CLPS [ˈklɪps], „kommerzielle Mondnutzlastdienste“) ist ein Programm der US-amerikanischen Raumfahrtbehörde NASA zur Durchführung unbemannter Mondlandungen, die zu der Erforschung des Mondes beitragen und bemannte Missionen des Artemis-Programms vorbereiten sollen. Die einzelnen CLPS-Mondflüge werden von privaten Raumfahrtunternehmen im Auftrag der NASA ausgeführt. Vor allem sollen kleinere Roboter und Rover zum Mond transportiert werden und dort nach Ressourcen suchen. Das Budget für das Programm beläuft sich auf insgesamt 2,6 Milliarden US-Dollar.
Bei den im Rahmen von CLPS abgeschlossenen Verträgen handelt es sich um Festpreisverträge für alle mit dem Transport verbundenen Leistungen. So übernehmen die Unternehmen die Integration der Nutzlasten, die Erprobung und die Lieferung auf die Mondoberfläche. Nach dem Transport besteht die Möglichkeit, dass die Auftragnehmer noch weitere Serviceleistungen erbringen.
Im Gegensatz zum Apollo-Programm, bei dem die NASA im Vorfeld eigene Lander und Rover auf den Mond schickte, setzt das CLPS-Programm darauf, die private Raumfahrtindustrie zur Entwicklung von günstigen Lösungen zu bewegen. Statt eines teuren staatlichen Programms soll ein Markt für Universitäten, Unternehmen und die Raumfahrtbehörden anderer Nationen, die Nutzlast auf den Mond senden wollen, geschafft werden. Aufgrund der relativ geringen Kosten der Missionen werden größere Risiken eingegangen und häufigere Fehlschläge einkalkuliert.

## Geschichte

### Auftragsvergabe
Im Jahr 2017 veröffentlichte die NASA einen sogenannten Request for Information, in dem Raumfahrtunternehmen über ihre Fähigkeiten, Nutzlast auf den Mond zu bringen, befragt wurden. Die NASA gab bekannt, dass diese Informationen möglicherweise bei zukünftigen Ausschreibungen berücksichtigt werden können, kündigte jedoch noch kein Programm an.
Im April 2018 veröffentlichte die Raumfahrtagentur einen Entwurf für eine Ausschreibung. Im November gab die NASA dann bekannt, dass neun Unternehmen die Möglichkeit bekommen, sich für das CLPS-Programm zu bewerben. Folgende Unternehmen wurden ausgewählt: Astrobotic Technology, Deep Space Systems, Draper, Firefly Aerospace, Intuitive Machines, Lockheed Martin, Masten Space Systems, Moon Express und OrbitBeyond. Es wurde angekündigt, dass die Verträge einen Gesamtwert von 2,6 Milliarden US-Dollar über die nächsten zehn Jahre haben sollen.
Die Gewinner der Ausschreibung wurden im Mai 2019 bekannt gegeben. OrbitBeyond wurden 97 Millionen Dollar zugesichert, um bis zu vier Nutzlasten zum Mare Imbrium zu bringen. Astrobotic Technology erhielt einen Auftrag im Wert von 79,5 Millionen Dollar und kündigte an, bis zu 14 Nutzlasten zum Lacus Mortis zu transportieren. Intuitive Machines erhielt den Zuschlag, um für 77 Millionen Dollar bis zu fünf Nutzlasten zum Oceanus Procellarum zu fliegen. Es war geplant, schon 2020 mit den ersten Starts zu beginnen. Im Juli 2019 gab die NASA jedoch bekannt, dass OrbitBeyond wegen betrieblicher Probleme seinen Vertrag nicht erfüllen könne und somit aus dem Programm ausscheidet.
Im November 2019 wurden mit Blue Origin, Ceres Robotics, Sierra Nevada Corporation, SpaceX, und Tyvak Nano-Satellite Systems fünf weitere Unternehmen als mögliche Vertragspartner verkündet.

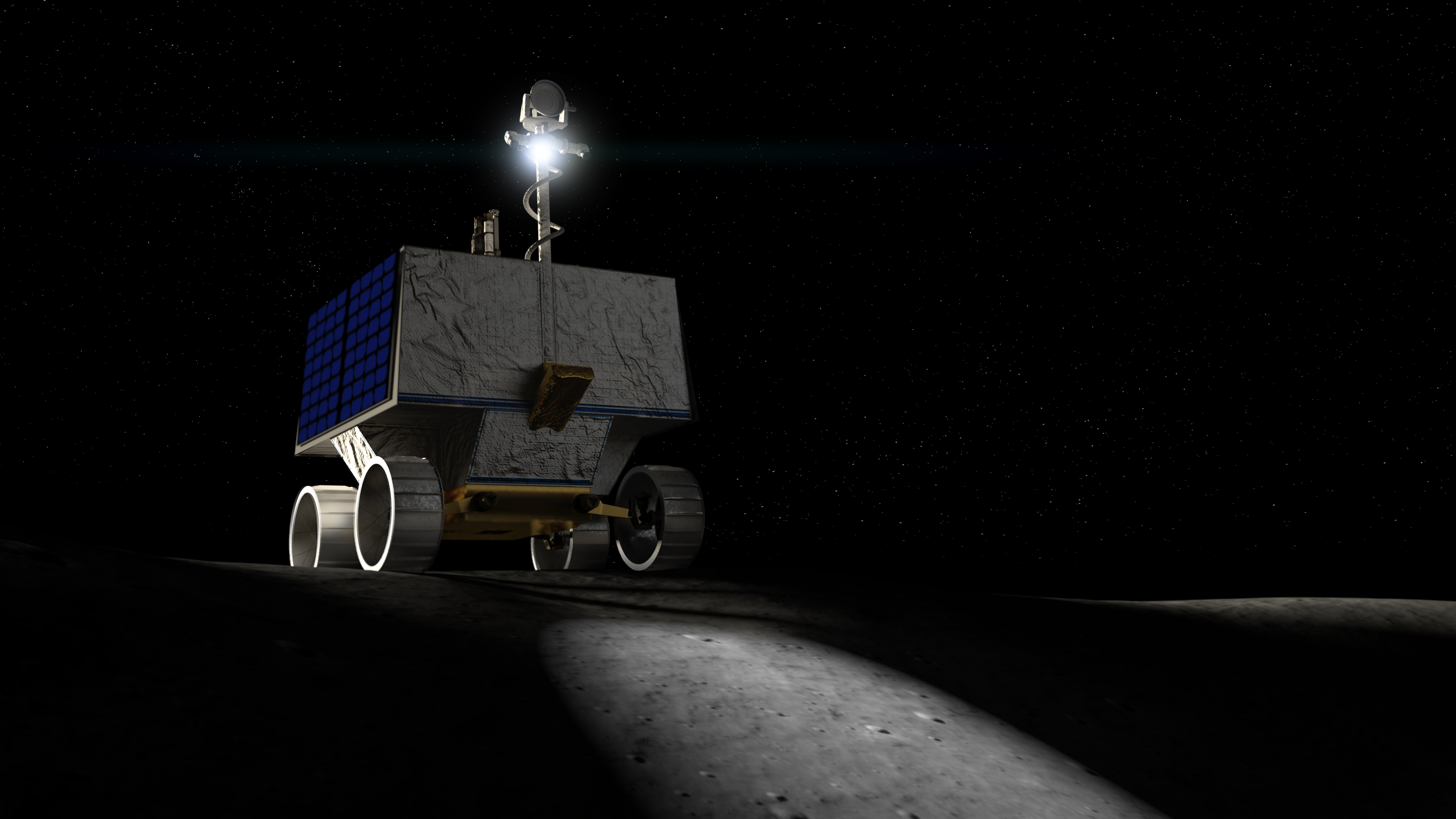
Illustration von VIPER

Ein weiterer Partner aus dem ersten Pool wurde dann im April 2020 für einen Vertrag ausgewählt: Masten Space Systems erhielt einen Auftrag im Wert von 75,9 Millionen Dollar. Weiterhin gab man im Juni bekannt, dass Astrobotic Technology den NASA-Rover VIPER zum Mond bringen soll. Der Vertrag im Wert von 199,5 Mio. Dollar sah vor, den Rover bis Ende 2023 zum Mond zu transportieren.
Intuitive Machines erhielt im Oktober 2020 einen zweiten Vertrag. Dieser ist etwa 47 Millionen Dollar wert und soll dazu dienen, Eis unterhalb der Mondoberfläche zu sammeln.
Im Februar 2021 erteilte die NASA Firefly Aerospace einen Auftrag in Höhe von rund 93,3 Millionen Dollar, um eine Reihe von zehn Experimenten zum Mare Crisium zu bringen. Der Start der Mission war für 2023 geplant.
Im November 2021 wurde mit Intuitive Machines ein dritter Vertrag geschlossen. Dieser ist mit 77,5 Millionen Dollar dotiert und beinhaltet die Lieferung von vier Nutzlasten zur Mondoberfläche. Die Mission mit der Bezeichnung IM-3 soll die Nutzlasten in die Region Reiner Gamma bringen.
Der insgesamt achte Vertrag im Rahmen des CLPS-Programms ging an ein Team unter der Führung von Draper. Als Hauptauftragnehmer ist Draper für die Systemtechnik, Tests und Qualitätssicherung zuständig. Das Landegerät selbst basiert auf einem Entwurf der US-Tochtergesellschaft des japanischen Raumfahrtunternehmens ispace und wird von Systima Technologies, einer Abteilung von Karman Space & Defense, hergestellt. Die Abteilung Electromagnetic Systems von General Atomics wird für die Integration und Erprobung der Nutzlast verantwortlich sein. Im Juli 2022 erhielt das Unternehmen die Zusage zu einem Vertrag über 73 Millionen USD für den Transport und die Durchführung von Experimenten zum Schrödinger-Krater auf der Mondrückseite nahe des Südpols.

Im März 2023 erteilte die NASA Firefly einen Auftrag im Wert von 112 Millionen Dollar für eine weitere Mission mit einem Lander Blue Ghost, der 2026 starten und zur Mondrückseite führen soll.

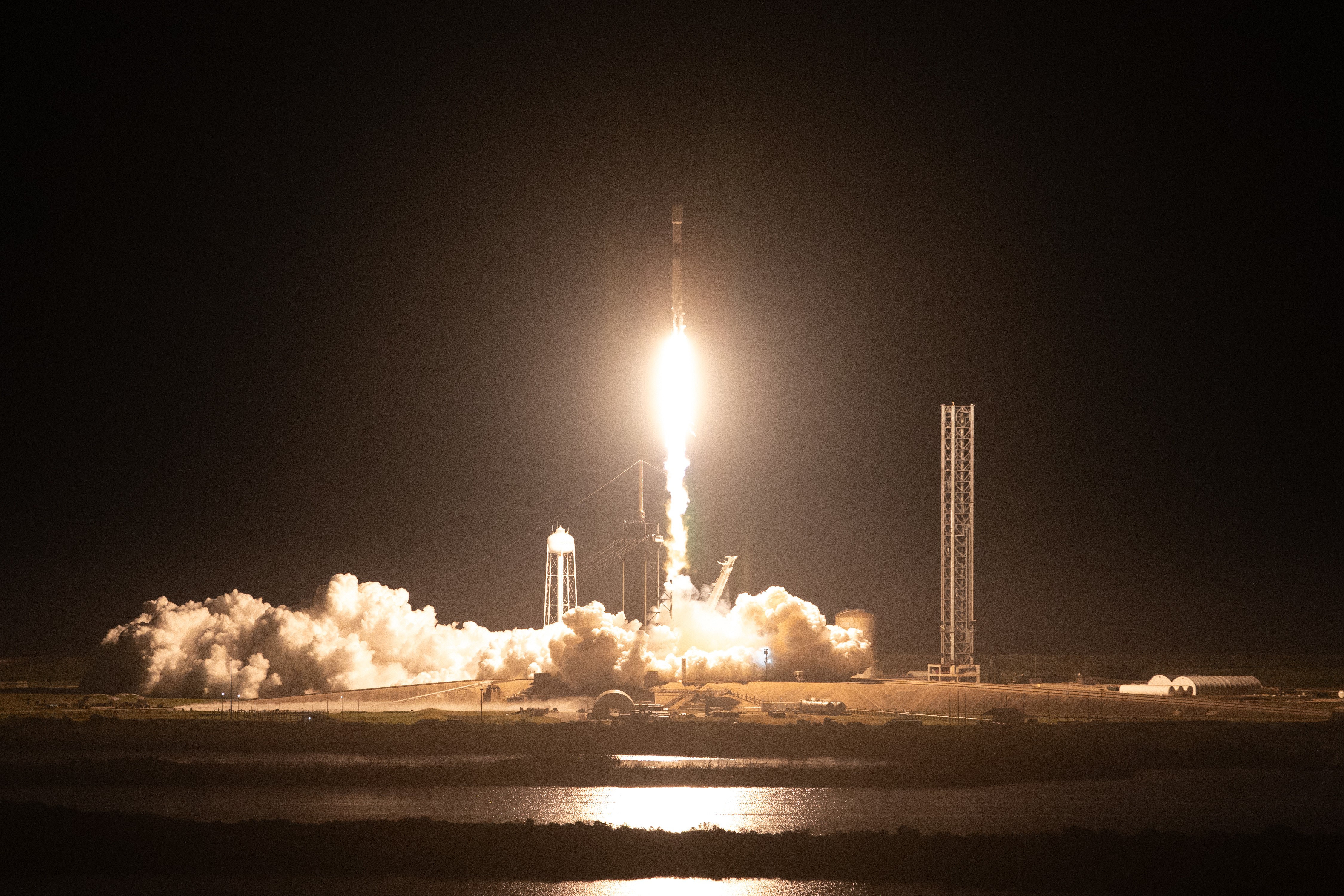
Start von IM-1

### Gestartete Missionen
Als erste Mission des CLPS-Programms startete am 8. Januar 2024 die Peregrine Mission One mit der ersten Vulcan-Rakete der United Launch Alliance (ULA). Kurz nach dem Start entstand ein Treibstoffleck am Peregrine-Lander, weshalb keine weiche Mondlandung mehr möglich war. Am 18. Januar stürzte der Lander zurück auf die Erde.
Die zweite Mission des Programms startete am 15. Februar 2024 mit einer Falcon 9 von SpaceX. Mit Intuitive Machines 1 gelang am 22. Februar die erste weiche amerikanische Mondlandung seit Apollo 17 im Jahr 1972. Der Lander Odysseus landete bei dem Krater Malapert A, etwa 300 Kilometer vom Südpol des Mondes entfernt. Der Lander kippte jedoch bei der Landung um. Trotzdem sei laut Intuitive Machines die Stromversorgung weiterhin möglich und die Experimente könnten durchgeführt werden.
Als dritte CLPS-Mission startete am 15. Januar 2025 die Blue Ghost Mission 1.

## Aufträge
Die NASA hat bisher elf Aufträge vergeben. Von diesen sind neun noch gültig. Zwei wurden an Astrobotic Technology und drei an Intuitive Machines vergeben. Firefly Aerospace hat ebenfalls drei Lieferverträge erhalten. Draper hat bisher einen Vertrag abgeschlossen. Zwei CLPS-Missionen wurden bisher abgesagt, nachdem ihre Verträge unterzeichnet wurden. Das Unternehmen Masten Space Systems musste Insolvenz anmelden und konnte daher den Vertrag nicht mehr erfüllen. Das in New Jersey ansässige Unternehmen OrbitBeyond erhielt einen CLPS-Vertrag, den man jedoch kündigte, da das Unternehmen verlauten ließ, dass man die Zeitfristen nicht einhalten könne.
| Name       | Mission                      | Unternehmen           | Leistung | Bekanntgabe       |
| ---------- | ---------------------------- | --------------------- | --- | ----------------- |
| TO 2-AB    | Peregrine Mission One        | Astrobotic Technology | Transport von wissenschaftlichen Nutzlasten mit einem Peregrine-Lander | 31. Mai 2019      |
| TO 2-IM    | Intuitive Machines 1         | Intuitive Machines    | Transport von wissenschaftlichen Nutzlasten zur Untersuchung von Wechselwirkungen zwischen Weltraumwetter und Mondoberfläche, Radioastronomie, Präzisionslandetechnologien mit einem Nova-C-Lander                         | 31. Mai 2019      |
| TO 20A     | Griffin Mission One          | Astrobotic Technology | Transport des Rovers Viper, der das Vorkommen von Wasser auf dem Mond untersuchen soll, mit einem Griffin-Lander | 10. Juni 2020     |
| TO PRIME-1 | Intuitive Machines Mission 2 | Intuitive Machines    | Transport von wissenschaftlichen Nutzlasten zur Untersuchung der Ressourcennutzung auf dem Mond mit einem Nova-C-Lander | 16. Oktober 2020  |
| TO 19D     | Blue Ghost Mission 1         | Firefly Aerospace     | Transport von wissenschaftlichen Nutzlasten zur Untersuchung des Wärmeflusses im Mondinneren und den Wechselwirkungen zwischen Boden und Oberfläche sowie Technologien zur Regolith-Probenahme mit einem Blue-Ghost-Lander | 4. Februar 2021   |
| TO CP-11   | Intuitive Machines 3         | Intuitive Machines    | Transport von wissenschaftlichen Nutzlasten zur Untersuchung von Reiner Gamma und der Strahlungsumgebung auf dem Mond mit einem Nova-C-Lander                                                                              | 18. November 2021 |
| TO CP-12   | Team Draper                  | Draper                | Transport von wissenschaftlichen Nutzlasten zur Untersuchung tektonischer Aktivitäten im Mondinneren, des Wärmeflusses und der elektrischen Leitfähigkeit im Untergrund mit einem Series2- bzw. Apex-Lander                | 21. Juli 2022     |
| TO CS-3    | Blue Ghost Mission 2         | Firefly Aerospace     | Transport von wissenschaftlichen Nutzlasten einem Blue-Ghost-Lander | 15. März 2023     |
| TO CT-3    |                              | Blue Origin           | Transport von einer wissenschaftlichen Nutzlast | 6. August 2024    |
| TO CP-22   | Intuitive Machines 4         | Intuitive Machines    | Transport von wissenschaftlichen Nutzlasten mit einem Nova-C-Lander | 29. August 2024   |
| TO CP-21   | Blue Ghost Mission 3         | Firefly Aerospace     | Transport von wissenschaftlichen Nutzlasten einem Blue-Ghost-Lander | 18. Dezember 2024 |
| Abgesagt   |                              |                       | |                   |
|            |                              | OrbitBeyond           | Transport von wissenschaftlichen Nutzlasten mit Lander Z-01 | 31. Mai 2019      |
|            | Masten Mission 1             | Masten Space Systems  | Transport von wissenschaftlichen Nutzlasten mit Lander XL-1 | 8. April 2020     |

## Nutzlasten

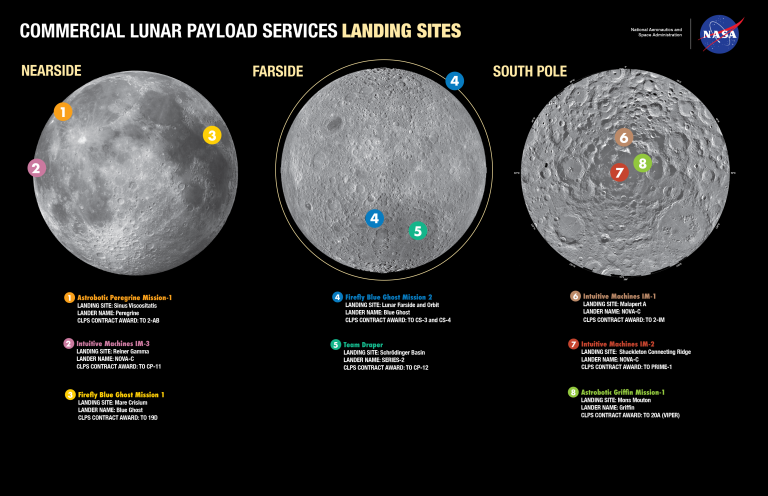
Landeplätze der CLPS-Missionen auf der Mondoberfläche

Die Nutzlasten werden von der NASA unabhängig von der Vergabe der Transportaufträge bestimmt. Sie werden von Einrichtungen der NASA entwickelt und gebaut und auf die verschiedenen Missionen des CLPS-Programms verteilt. Die Nutzlasten werden nach den Prioritäten der NASA und dem verfügbaren Budget ausgewählt. Die meisten Nutzlasten werden durch Ausschreibungen des PRISM-Programms (Payloads and Research Investigations on the Surface of the Moon, „Nutzlasten und Forschungsuntersuchungen auf der Mondoberfläche“) ausgewählt. Zu den Nutzlasten gehören mehrere Spektrometer, kleinere Mondrover, Instrumente für seismische und magnetische Untersuchungen sowie verschiedene Technologiedemonstrationen.
Die ersten Instrumente, die auf einer der CLPS-Missionen starten könnten, wurden von der NASA im Februar 2019 vorgestellt. Es wurden zwölf Experimente und Technologiedemonstrationen angekündigt. Die Auswahl von zwölf weiteren Nutzlasten folgte im Juli 2019. Im Juni 2021 wurden dann im Rahmen von PRISM drei neue Nutzlastsets für wissenschaftliche Untersuchungen ausgewählt. Schließlich wurden im Juni 2022 zwei weitere Instrumente als Teil des CLPS-Programms benannt. Auch diese sind Teil des PRISM-Programms.

## Liste der CLPS-Missionen
| Name                  | Startdatum          | Unternehmen           | Lander            | Trägerrakete | Ziel                   | Nutzlast                                                                                                   | Status                                           |
| Gestartet             | Gestartet           | Gestartet             | Gestartet         | Gestartet    | Gestartet              | Gestartet                                                                                                  | Gestartet                                        |
| --------------------- | ------------------- | --------------------- | ----------------- | ------------ | ---------------------- | --- | ------------------------------------------------ |
| Peregrine Mission One | 8. Jan. 2024        | Astrobotic Technology | Peregrine         | Vulcan VC2S  | Mons Gruithuisen Gamma | 21 Nutzlasten insgesamt, fünf von der NASA                                                                 | Am 18. Januar auf die Erde abgestürzt            |
| Intuitive Machines 1  | 15. Feb. 2024       | Intuitive Machines    | Nova-C (Odysseus) | Falcon 9     | Malapert-A-Krater      | 12 Nutzlasten, davon sechs für die NASA                                                                    | Am 22. Februar gelandet                          |
| Blue Ghost M1         | 15. Jan. 2025       | Firefly Aerospace     | Blue Ghost        | Falcon 9     | Mare Crisium           | 10 Nutzlasten für die NASA                                                                                 | Am 2. März gelandet                              |
| Geplant               |                     |                       |                   |              |                        | |                                                  |
| Intuitive Machines 2  | Feb. 2025[veraltet] | Intuitive Machines    | Nova-C            | Falcon 9     | Shackleton-Krater      | NASA-Experiment PRIME-1, bestehend aus einem Bohrer und einem Spektrometer                                 |                                                  |
| Griffin Mission One   | Herbst 2025         | Astrobotic Technology | Griffin           | Falcon Heavy | Nobile-Krater          | NASA-Rover VIPER                                                                                           | Das Viper-Projekt wurde im Juli 2024 gestrichen. |
| Intuitive Machines 3  | 2025                | Intuitive Machines    | Nova-C            | Falcon 9     | Reiner Gamma           | Mindestens zwei Nutzlasten der NASA und je eine von ESA und KASI                                           |                                                  |
| Team Draper           | 2026                | Draper                | APEX 1.0          |              | Schrödinger-Krater     | Mehrere NASA-Instrumente zur Untersuchung der elektrischen und magnetischen Eigenschaften des Landeplatzes |                                                  |
| Blue Ghost M2         | 2026                | Firefly Aerospace     | Blue Ghost        |              | Mondrückseite          | Nutzlasten von NASA, ESA und privaten Unternehmen                                                          |                                                  |
| Intuitive Machines 4  | 2027                | Intuitive Machines    |                   |              | Mondsüdpol             | Sechs Nutzlasten der NASA                                                                                  |                                                  |
| Blue Ghost M3         | 2028                | Firefly Aerospace     | Blue Ghost        |              | Gruithuisen-Kuppeln    | Sechs Nutzlasten der NASA                                                                                  |                                                  |